# Kim Kötter
Kim Kötter (Losser, 27 juli 1982) is een Nederlands presentator, actrice, ondernemer en fotomodel.

## Biografie

### Opleiding en werkzaamheden
Kötter volgde basisschool in Glanerbrug en behaalde vervolgens haar vwo-diploma in Enschede. Hierna begon zij met de studie Beleids- en Organisatiewetenschappen aan de Universiteit van Tilburg. Deze studie werd na driekwart jaar afgebroken, omdat zij verkozen werd tot Miss Overijssel en daarna Miss Universe Nederland 2002 werd en deelnam aan de Miss Universe-verkiezing 2002 in Puerto Rico, waar zij als elfde eindigde. Na deze verkiezing richtte Kötter haar eigen modellenbureau op en verwierf de rechten van de Miss Nederland verkiezing en heeft ze de rechten van Miss Universe Germany en organiseert ze deze verkiezing in Duitsland. Sinds 2017 is ze vaste tafelgast bij SBS Shownieuws en tevens was ze jarenlang tafelgast van goedemorgen Nederland .

### Andere activiteiten
Kötter speelde in 2006 een bijrol als het personage Debby Dekkers in de Twentse soapserie Van Jonge Leu en Oale Groond. Ze schreef een aantal jaren wekelijks een lifestyle-pagina voor De Twentsche Courant Tubantia. In 2009 verwierf Kötter de rechten voor het organiseren van de Miss Universe Nederland en Duitsland en Mister Nederland-verkiezingen. Vanaf april 2010 presenteert Kötter samen met Natasha van den Brand Horninge het RTL 4-programma Health Angels.
In 2011 speelde ze in de korte film Klik.
Ze is een graag geziene gast in diverse tv-programma’s
Kötter was een van de deelnemers aan het eerste seizoen van de remake van het televisieprogramma Fort Boyard in 2011 en Expeditie Poolcirkel 2012 en in 2013 deed ze mee aan het programma stinkend rijk en dakloos
In 2017 was Kötter samen met haar man te zien in het RTL 4-programma Een goed stel hersens. Zij was bovendien in 2018 een van de deelnemers van het programma Stelletje Pottenbakkers!. Ook doet ze sinds 2017 regelmatig mee aan het programma Vier handen op één buik.
In 2019 was Kötter een van de deelnemers van het twintigste seizoen van het RTL 4-programma Expeditie Robinson, ze viel als negende af en eindigde op de 12e plaats.
In 2021 verscheen haar boek Niet het mooiste meisje van de klas waarin Eddy van der Ley haar levensverhaal heeft beschreven. In de zomer van 2022 was Kötter als dierenarts te zien in de bioscoopfilm Silverstar. In het voorjaar van 2025 was ze te zien in het RTL 4-programma Het perfecte plaatje in Italië.

### Privé
Kötter is getrouwd met Jaap Reesema. Het stel heeft samen drie zonen.